# Antonius van Dale
Antonius van Dale, né le 8 novembre 1638 à Haarlem où il est mort le 28 novembre 1708, est un érudit hollandais.

## Biographie
Van Dale exerce d’abord la prédication chez les Mennonites, puis le commerce, et enfin la médecine à l'hospice de Haarlem.
Esprit indépendant, il écrit : 
- De Oraculis veterum ethnicorum (Amsterdam, 1683, in-8° ; 1700, in-4°), ouvrage mis à profit en français par Fontenelle dans son Histoire des oracles (célèbre pour l'histoire de la dent d'or) ;
- De Origine et progressu idololatriœ et superstitionum (Ibid., 1696, in-4°) ;
- Dissertationes IX antiquitaltibus illustrandis inservientes (Ibid., 1702, 1743, in-4°), etc.

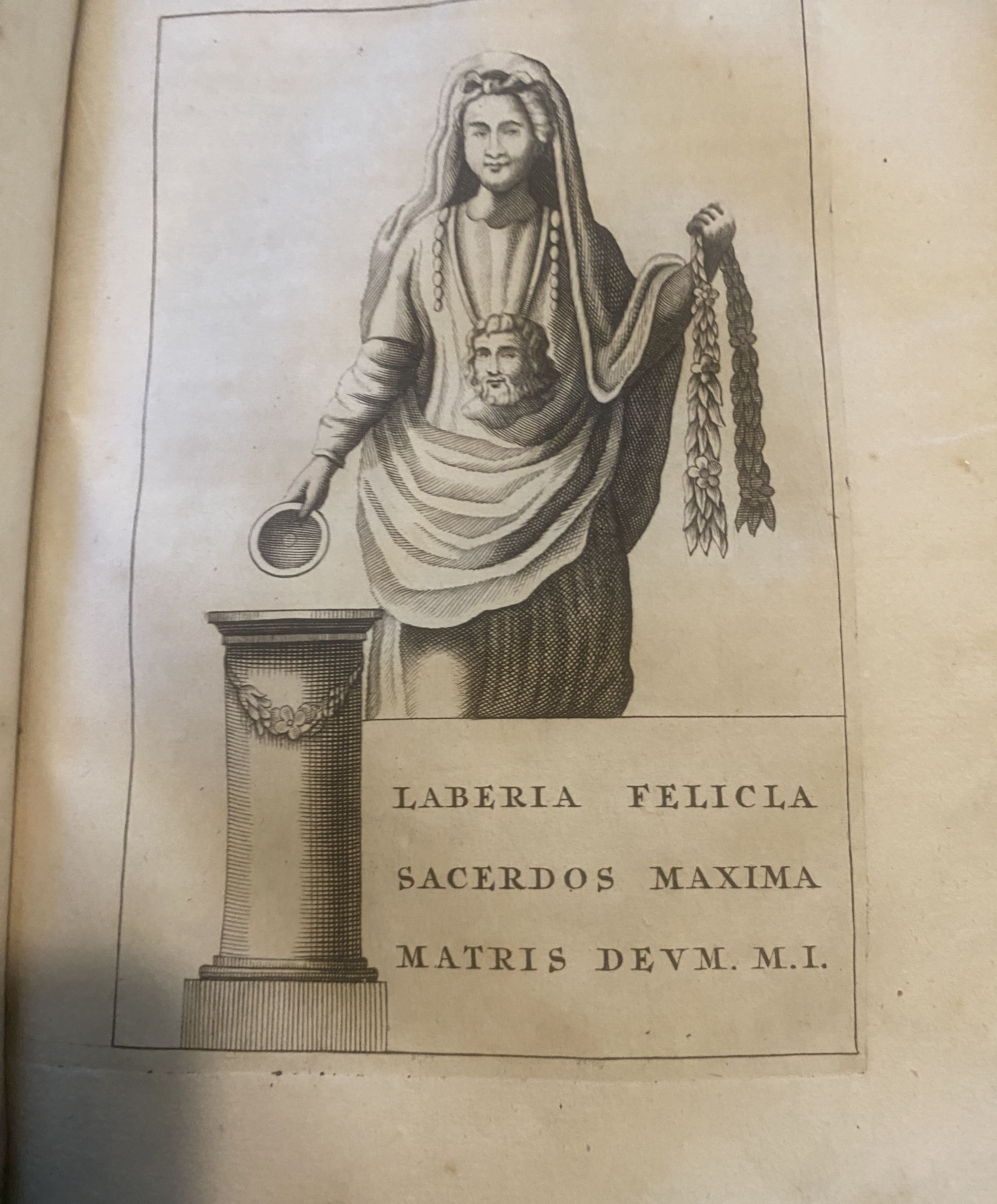
Illustration d'un ouvrage de Van Dale.

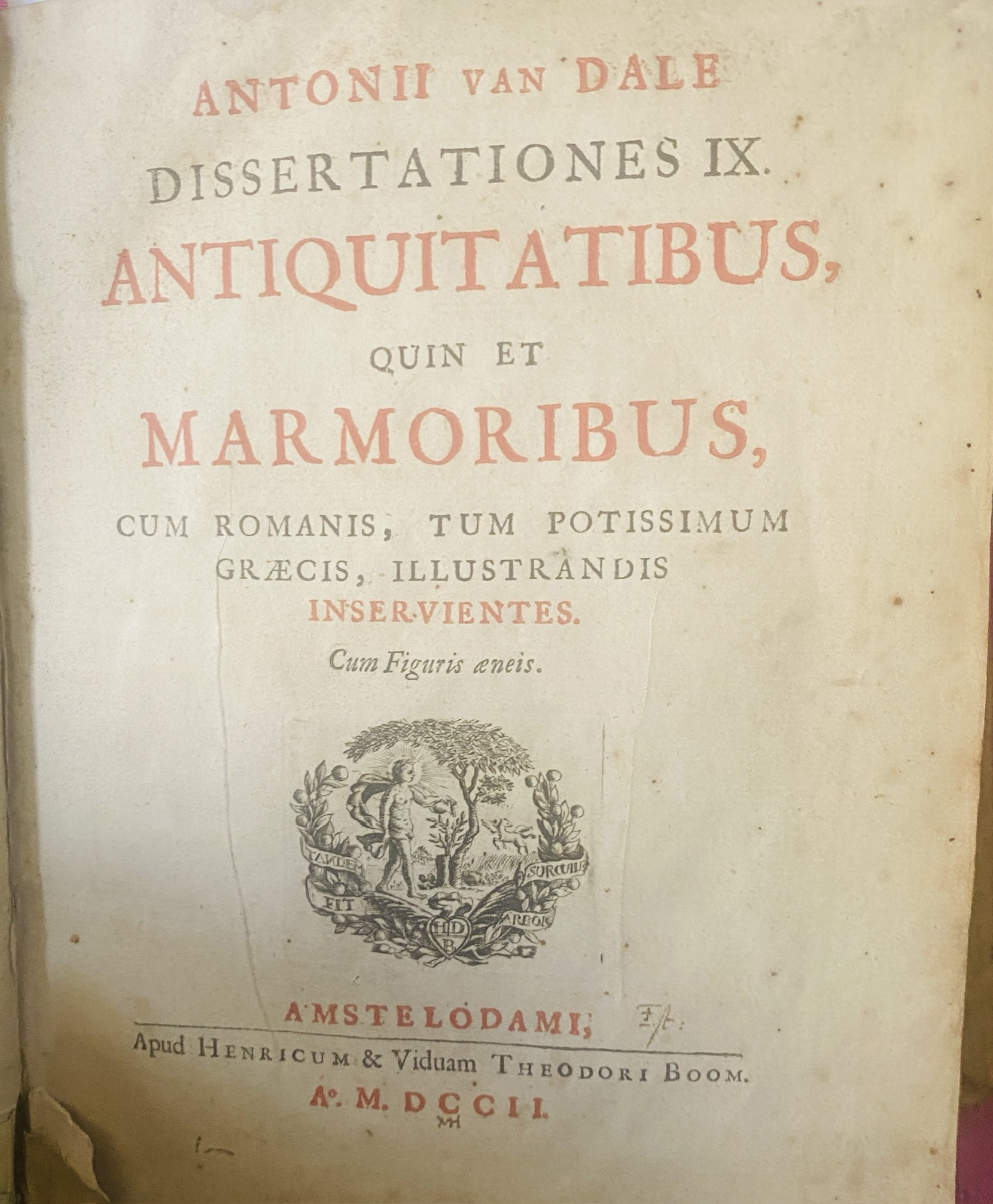
Première édition d'un ouvrage de Antonius Van Dale -1702

### Critique
Le théologien contemporain Jean Le Clerc critique le manque d'organisation et le style pauvre de ses écrits en latin. Il le décrit également comme un ennemi de la superstition.

## Source
- Gustave Vapereau, Dictionnaire universel des littératures, Paris, Hachette, 1876, p. 2012